# Heidi Burge
Heidi Ann Burge, coniugata Horton (Fairfax, 12 novembre 1971), è un'ex cestista statunitense, professionista nella WNBA.
È la sorella gemella di Heather Burge. Sulla loro storia è stato girato il film Due gemelle e un pallone.

## Carriera
Con gli Stati Uniti ha disputato le Universiadi di Buffalo 1993.